# 초타원

초타원의 예시:

초타원(Superellipse) 또는 라메 곡선은 좌표평면에서 아래 조건을 만족하는 점의 집합이다. 단 n,a,b는 양의 실수이다.
{\displaystyle \left|{\frac {x}{a}}\right|^{n}\!+\left|{\frac {y}{b}}\right|^{n}\!=1}
이 곡선은 아래의 직사각형 영역에 내접한다.
−a ≤ x ≤ +a and −b ≤ y ≤ +b
n이 0과 1 사이일 때 이 곡선은 오목한 모양을 띄며 n이 0.5일때는 포물선으로 이뤄진 네 부분으로 구성된다. n이 1일때는 (±a, 0) 과 (0, ±b). 을 꼭짓점으로 가진 마름모가, n이 2일때는 타원이 된다. n이 무한히 커지면 직사각형에 근접하게 된다. n이 1이상으로 a=b인 경우 노름이 (x^n =y^n)^(1/n)으로 정의되는 Lp 공간의 공 (수학)의 경계가 된다. 아스트로이드는 n이 2/3인 초타원이다.

## 같이 보기
- 아스트로이드
- 르베그 공간